# Суперкубок Андорри з футболу 2011
Суперкубок Андорри з футболу 2011 — 9-й розіграш турніру. Матч відбувся 11 вересня 2011 року між чемпіоном Андорри клубом Санта-Колома та володарем кубка Андорри клубом Сан-Жулія. 
| Володар Суперкубка Андорри 2011 |
| ------------------------------- |
|                                 |
| Сан-Жулія Четвертий титул       |

## Матч

### Деталі
| 11 вересня 2011 18:00 (EEST) |

| Санта-Колома | 3:4      | Сан-Жулія |
| ------------ | -------- | --------- |
|              | Протокол |           |

| Комуналь д'Айшовалль, Айшовалль |